# اوشندل
اوشندل یکی از روستاهای استان آذربایجان شرقی است که در دهستان کوهسار بخش مرکزی شهرستان هشترود واقع شده‌است اوشندل ۹۰۰نفر جمعیت دارد وحدود ۲۴۸خانوار است.